# جمشیدآباد (یوسف‌وند)
جمشیدآباد روستایی در دهستان یوسف‌وند بخش مرکزی شهرستان سلسله استان لرستان ایران است.

## جمعیت
بر پایه سرشماری عمومی نفوس و مسکن در سال ۱۳۹۵ جمعیت این روستا ۱۰۶ نفر (۲۷خانوار) بوده‌است.